# Exegese über die Seele
Die als Exegese über die Seele oder Exegese der Seele bekannte Schrift ist ein gnostischer Text, der in der als Nag-Hammadi-Schriften bekannten Sammlung überliefert ist. Dort erscheint sie als sechste Schrift des 2. Kodex (NHC II,6).

## Inhalt und Einordnung
Der Text beschreibt den Fall und die Rettung der Seele:
Die Weisen, die vor uns lebten, gaben der Seele einen weiblichen Namen. Tatsächlich ist sie auch  eine Frau von Natur aus. Wie andere Frauen hat auch sie einen Mutterschoß. (127,18; Übers. M. Janßen)
Die Seele wird als ursprünglich männlich-weiblich und jungfräulich-rein beschrieben. Doch nur der weibliche Teil stürzt in die körperliche Welt von Sünde und Hurerei, die unter Verwendung vieler alttestamentlicher Zitate und Wendungen kräftig ausgemalt wird. Jede irdische Geschlechtlichkeit wird so als Treulosigkeit gegenüber dem im Himmel verweilenden männlichen Teil, dem vorbestimmten Bruder und Bräutigam interpretiert.
Schließlich führt irdisches Leid und Elend die Seele zu Umkehr und Reue. Diese Reue lässt den erbarmenden Vater die Seele retten. Er sendet den männlichen Bruderteil zu ihr und in einer pneumatischen Hochzeit erlebt die Seele die Wiedervereinigung der ursprünglichen Vollkommenheit, die hier als Auferstehung verstanden wird.
In diesem Zusammenhang erscheint auch das (Geheimnis des) Brautgemachs:
Sie gab ihre frühere Unzucht auf, sie reinigte sich von den Befleckungen der Ehebrecher. Dann erneuerte sie sich aber, um eine Braut zu sein. Sie reinigte sich im Brautgemach. Sie füllte es mit Wohlgeruch. Sie saß drinnen in Erwartung ihres wahren Bräutigams. Sie rannte nicht länger auf den Marktplatz, indem sie mit jedem, den sie will, Geschlechtsverkehr hatte, sondern sie fuhr fort, nach ihm Ausschau zu halten (weil sie nicht wusste), an welchem Tage er kommen würde, und sie fürchtete ihn; denn sie wusste nicht mehr, wie er aussah. (132; Übers. M. Janßen)
Die Textform ähnelt einer Predigt: ein erzählender Teil, gefolgt von Schriftauslegung mündet in Nutzanwendung und Mahnung. Auch die Schlussformel gemahnt an einen liturgischen Text.
Als Verfasser kann man sich einen Judenchristen denken (wegen der großen Zahl von Zitaten aus dem AT und der Identifizierung des Vaters der Seele mit dem Gott des AT). Hinzu kommt ein hellenistischer Bildungshintergrund (wegen der auffälligen Homerzitate auf Blatt 136f). Dadurch wäre vom Hintergrund her eine gewisse Ähnlichkeit mit Paulus gegeben.
Unter anderem wird eine Stelle aus einem Klemensbrief zitiert (1 Klem 8,2). Demnach könnte der Text frühestens vom Ende des 1. Jahrhunderts datieren. Allerdings ist die zitierte Stelle bei Klemens selbst ein Zitat.

## Ausgaben
Originaltexte und Übersetzung wurden in der Reihe Nag Hammadi Studies (NHS) editiert:
Bentley Layton (Hrsg.): Nag Hammadi Codex II, 2-7: Together with XIII,2*, BRIT. LIB. OR.4926(1), and P. OXY. 1, 654, 655.  Vol. II. On the Origin of the World, Expository Treatise on the Soul, Book of Thomas the Contender.  NHS XXI. Leiden: Brill, 1989.
Eine deutsche Übersetzung erschien in „Nag Hammadi Deutsch“, hg. vom Berliner Arbeitskreis für Koptisch-Gnostische Schriften, eines langfristigen Forschungsprojektes, ursprünglich unter Leitung von Hans-Martin Schenke:
Hans-Martin Schenke u. a. (Hrsg.): Nag Hammadi deutsch. Eingel. und übers. von Mitgliedern des Berliner Arbeitskreises für Koptisch-Gnostische Schriften. de Gruyter, Berlin/New York 2001/2003, Bd. 1: NHC I,1 - V,1. Die griechischen christlichen Schriftsteller der ersten Jahrhunderte N.F. 8. Koptisch-gnostische Schriften 2. ISBN 3-11-017234-8
Weitere deutsche Übersetzungen:
- Die Exegese der Seele. In: Gerd Lüdemann, Martina Janßen (Übers.): Die Bibel der Häretiker. Die gnostischen Schriften aus Nag Hammadi. Stuttgart 1997. ISBN 3-87173-128-5. S. 211–220
- Die Exegese über die Seele. In: Martin Krause, Kurt Rudolph: Die Gnosis. Bd. 2.: Koptische und mandäische Quellen. Artemis Verlag, Zürich u. Stuttgart 1971. Neuausgabe: Artemis & Winkler, Düsseldorf u. Zürich 1997. S. 125–135.
- Die Erzählung über die Seele. (Nag-Hammadi-Codex II,6) Text griechisch. Neu hrsg., übers. und erklärt von Cornelia Kulawik (Texte und Untersuchungen zur Geschichte der altchristlichen Literatur, Band 155). Berlin / New York de Gruyter 2006

Eine englische Übersetzung erschien in
James M. Robinson: The Nag Hammadi Library in English. Brill, Leiden 1977, ISBN 0-06-066934-9